# Чемпионат СССР по волейболу среди женщин 1989/1990
52-й чемпионат СССР по волейболу среди женщин (высшая лига) проходил с декабря 1989 по апрель 1990 года с участием 12 команд. Чемпионский титул в 10-й раз в своей истории и в 5-й раз подряд выиграла свердловская «Уралочка».

## Система проведения чемпионата
Соревнования команд высшей лиги состояли из предварительного и финального этапов. На предварительном команды провели однокруговой турнир по туровой системе. Лучшие 6 команд вышли в финальный этап и играли в два круга с разъездами спаренными матчами. Учитывались результаты, показанные командами на предварительном этапе. По такой же системе итоговые 7—12-е места разыграла худшая шестёрка по итогам предварительной стадии. В случае равенства очков у двух и более команд места распределялись по результатам личных встреч, затем по соотношению выигранных и проигранных партий. Команда, занявшая последнее место, выбывает в 1-ю лигу. 

## Высшая лига

### Предварительный этап
| М  | Команда                 | 1   | 2   | 3   | 4   | 5   | 6   | 7   | 8   | 9   | 10  | 11  | 12  | И  | В  | П  | С/П   | О  |
| -- | ----------------------- | --- | --- | --- | --- | --- | --- | --- | --- | --- | --- | --- | --- | -- | -- | -- | ----- | -- |
| 1  | «Уралочка» Свердловск   |     | 3:1 | 3:0 | 3:0 | 3:0 | 1:3 | 3:1 | 3:0 | 3:0 | 3:0 | 3:1 | 3:0 | 11 | 10 | 1  | 31:6  | 10 |
| 2  | АДК Алма-Ата            | 1:3 |     | 3:2 | 0:3 | 3:1 | 3:0 | 3:0 | 3:0 | 3:1 | 3:0 | 3:1 | 3:1 | 11 | 9  | 2  | 28:12 | 9  |
| 3  | «Искра» Ворошиловград   | 0:3 | 2:3 |     | 0:3 | 3:1 | 3:1 | 3:0 | 3:0 | 3:1 | 3:1 | 3:0 | 3:0 | 11 | 8  | 3  | 26:13 | 8  |
| 4  | БЗБК Баку               | 0:3 | 3:0 | 3:0 |     | 3:1 | 0:3 | 2:3 | 2:3 | 3:1 | 3:0 | 3:0 | 3:0 | 11 | 7  | 4  | 25:14 | 7  |
| 5  | «Орбита» Запорожье      | 0:3 | 1:3 | 1:3 | 1:3 |     | 3:0 | 3:0 | 3:1 | 3:0 | 3:1 | 3:1 | 3:0 | 11 | 7  | 4  | 24:15 | 7  |
| 6  | «Уралочка»-2 Свердловск | 3:1 | 0:3 | 1:3 | 3:0 | 0:3 |     | 3:2 | 1:3 | 1:3 | 3:2 | 3:2 | 3:0 | 11 | 6  | 5  | 21:22 | 6  |
| 7  | ТТУ Ленинград           | 1:3 | 0:3 | 0:3 | 3:2 | 0:3 | 2:3 |     | 3:2 | 3:0 | 3:1 | 3:2 | 3:1 | 11 | 6  | 5  | 21:23 | 6  |
| 8  | «Аврора» Рига           | 0:3 | 0:3 | 0:3 | 3:2 | 1:3 | 3:1 | 2:3 |     | 3:0 | 3:1 | 3:0 | 0:3 | 11 | 5  | 6  | 18:22 | 5  |
| 9  | «Коммунальник» Минск    | 0:3 | 1:3 | 1:3 | 1:3 | 0:3 | 3:1 | 0:3 | 0:3 |     | 3:0 | 3:2 | 3:0 | 11 | 4  | 7  | 15:24 | 4  |
| 10 | ЦСКА Москва             | 0:3 | 0:3 | 1:3 | 0:3 | 1:3 | 2:3 | 1:3 | 1:3 | 0:3 |     | 3:1 | 3:0 | 11 | 2  | 9  | 12:28 | 2  |
| 11 | «Январка» Одесса        | 1:3 | 1:3 | 0:3 | 0:3 | 1:3 | 2:3 | 2:3 | 0:3 | 2:3 | 1:3 |     | 3:1 | 11 | 1  | 10 | 13:31 | 1  |
| 12 | «Автомобилист» Ташкент  | 0:3 | 1:3 | 0:3 | 0:3 | 0:3 | 0:3 | 1:3 | 3:0 | 0:3 | 0:3 | 1:3 |     | 11 | 1  | 10 | 6:30  | 1  |

Места проведения туров: Волгоград, Ровно (начало декабря), Керчь и Симферополь (конец декабря).

### Финальный этап
| М | Команда                 | 1               | 2               | 3               | 4               | 5               | 6               | И  | В  | П | С/П | О  |
| - | ----------------------- | --------------- | --------------- | --------------- | --------------- | --------------- | --------------- | -- | -- | - | --- | -- |
| 1 | «Уралочка» Свердловск   |                 | 3:0 3:- 3:2 3:- | 3:0 3:0 3:- 3:- | 3:1 3:0 3:- 3:0 | 3:0 3:0 3:1 3:2 | 3:- 3:- 3:0 3:0 | 31 | 30 | 1 |     | 30 |
| 2 | АДК Алма-Ата            | 0:3 -:3 2:3 -:3 |                 | 3:1 . 0:3 0:3   | 1:3 . 3:0 3:1   | 3:0 . 3:2 3:1   | . . 3:1 3:0     | 31 |    |   |     |    |
| 3 | БЗБК Баку               | 0:3 0:3 -:3 -:3 | 1:3 . 3:0 3:0   |                 | . . 3:1 3:2     | . .             | . .             | 31 |    |   |     |    |
| 4 | «Орбита» Запорожье      | 1:3 0:3 -:3 0:3 | 3:1 . 0:3 1:3   | . . 1:3 2:3     |                 | 3:2 3:0         | 3:2 3:0 . .     | 31 |    |   |     |    |
| 5 | «Уралочка»-2 Свердловск | 0:3 0:3 1:3 2:3 | 0:3 . 2:3 1:3   | . .             | 2:3 0:3         |                 | . . . 3:1       | 31 |    |   |     |    |
| 6 | «Искра» Ворошиловград   | -:3 -:3 0:3 0:3 | . . 1:3 0:3     | . .             | 2:3 0:3 . .     | . . . 1:3       |                 | 31 |    |   |     |    |

Итоговые результаты с учётом матчей предварительного этапа.

### За 7—12 места
| М  | Команда                | 7               | 8             | 9               | 10              | 11              | 12          | И  | В | П | С/П | О |
| -- | ---------------------- | --------------- | ------------- | --------------- | --------------- | --------------- | ----------- | -- | - | - | --- | - |
| 7  | ТТУ Ленинград          |                 | . . 3:2 .     | 3:2 3:2 3:1 2:3 | . .             | 2:3 3:0 . .     | . .         | 31 |   |   |     |   |
| 8  | «Аврора» Рига          | . . 2:3 .       |               | 3:1 3:2 . .     | 3:2 0:3 1:3 .   | 2:3 . 3:1 .     | . .         | 31 |   |   |     |   |
| 9  | «Коммунальник» Минск   | 2:3 2:3 1:3 3:2 | 1:3 2:3 . .   |                 | 3:2 3:1 3:0 .   | 2:3 . . .       | 3:0 3:0 . . | 31 |   |   |     |   |
| 10 | «Январка» Одесса       | . .             | 2:3 3:0 3:1 . | 2:3 1:3 0:3 .   |                 | 3:1 3:2 3:2 3:2 | . . 3:2 3:0 | 31 |   |   |     |   |
| 11 | ЦСКА Москва            | 3:2 0:3 . .     | 3:2 . 1:3 .   | 3:2 . . .       | 1:3 2:3 2:3 2:3 |                 | . . 3:0 3:0 | 31 |   |   |     |   |
| 12 | «Автомобилист» Ташкент | . .             | . .           | 0:3 0:3 . .     | . . 2:3 0:3     | . . 0:3 0:3     |             | 31 |   |   |     |   |

Итоговые результаты с учётом матчей предварительного этапа. «Автомобилист» (Ташкент) покидает высшую лигу. Его меняет победитель турнира 1-й лиги ЧМС (Челябинск).
В переходных матчах ЦСКА победил московское «Динамо» и сохранил место в высшей лиге.

## 1-я лига
1. ЧМС Челябинск
2. «Динамо» Москва
3. «Сокол» Киев
4. «Нерис» Каунас
5. «Университет» Нальчик
6. «Локомотив» Днепропетровск
7. «Спартак» Омск
8. «Электра» Донецк
9. «Заря» Новосибирск
10. «Алия» Актюбинск
11. «Ваке» Тбилиси
12. «Молдова» Кишинёв

## Призёры
«Уралочка» (Свердловск): Елена Воробьёва, Инесса Емельянова, Ирина Ильченко (Смирнова), Лариса Капустина, Валентина Маковецкая, Ирина Пархомчук, Елена Сущинская, Юлия Тимонова, Ольга Толмачёва, Ирина Уютова, Ирина Худякова, Ольга Филин. Тренер — Николай Карполь.
 АДК (Алма-Ата): Ирина Горбатюк, Л.Козырева, Светлана Крылова, Татьяна Меньшова, О.Носач, Елена Овчинникова, Элла Райбер, Ирина Светлова, И.Сорокина, Марина Чуксеева, Елена Шишкина. Тренер — Нелли Щербакова.
 БЗБК (Баку): Н.Баженова, Светлана Бондаренко, А.Гемпель, С.Гемпель, Е.Думинова, А.Заикина, В.Клименюк, Н.Кулиева, Елена Лисохмара, Л.Новосельцева, С.Селезнёва, Л.Сергеева. Тренер — Фаиг Гараев.